# Gli invincibili sette
Gli invincibili sette è un film del 1963, diretto da Alberto De Martino.